# Дзасохов, Александр Сергеевич
Алекса́ндр Серге́евич Дзасо́хов (осет. Дзасохты Сергейы фырт Алыксандр; род. 3 апреля 1934, Орджоникидзе, Северо-Осетинская АССР, РСФСР, СССР) — советский и российский государственный и политический деятель, дипломат. Чрезвычайный и полномочный посол.
Чрезвычайный и полномочный посол СССР в Сирии (1986—1989). Первый секретарь Северо-Осетинского обкома КПСС (1988—1990). Член Политбюро ЦК КПСС (1990—1991). Депутат Верховного Совета СССР, Председатель комитета по международным делам, член Президиума Верховного Совета СССР (1989—1991). Депутат Государственной думы I—II созывов (1993—1998). Президент Республики Северная Осетия — Алания (1998—2005). Член Совета Федерации Федерального собрания Российской Федерации — представитель от исполнительной власти Республики Северная Осетия — Алания (2005—2010).
Заместитель Председателя Комиссии Российской Федерации по делам ЮНЕСКО, член Попечительского совета, вице-президент Российского совета по международным делам. Полный кавалер ордена «За заслуги перед Отечеством».

## Биография
Родился 3 апреля 1934 года в Орджоникидзе в семье потомственного железнодорожника. После окончания средней школы в Алагире в 1952 году получил высшее образование в Северо-Кавказском горно-металлургическом институте, который окончил в 1957 году. В том же году был избран первым секретарём Орджоникидзевского горкома ВЛКСМ.

### Работа в советских организациях
В 1958 году переведён на работу в Москву на должность ответственного организатора ЦК ВЛКСМ. В 1962 году избран ответственным секретарём Комитета молодёжных организаций СССР. В 1963—1964 годах находился в Республике Куба в качестве руководителя группы специалистов, в задачу которой входило оказание помощи в реализации программы административно-территориального деления. По возвращении назначен первым заместителем председателя Комитета молодёжных организаций СССР.
В 1967 году избран первым секретарём Советского комитета солидарности стран Азии и Африки, а затем — первым заместителем председателя Комитета, и в этом качестве работал до 1986 года.

### Посол в Сирии
В 1986 году был назначен Чрезвычайным и полномочным послом СССР в Сирийской Республике.

### Первый секретарь Северо-Осетинского обкома КПСС
В 1988 году возвратился на работу в Северную Осетию, избран первым секретарём Северо-Осетинского обкома КПСС. Занимал должность до 1990 года.

### Депутат Верховного Совета
В 1989 году был избран народным депутатом СССР по территориальному округу № 379 (Северо-Осетинская АССР). Вошёл в Депутатскую группу коммунистов. В 1990 году, будучи депутатом Верховного Совета, избран членом Президиума Верховного Совета Союза ССР, председателем Комитета по международным делам Верховного Совета. В июне 1990 года на XXVIII съезде КПСС был избран членом Политбюро и секретарём ЦК КПСС.
Находясь более 28 лет в сфере внешнеполитической деятельности, посетил с официальными и рабочими миссиями 73 государства. В советское время контактировал с зарубежными коммунистическими и социал-демократическими партиями. Неоднократно участвовал в работе ООН, возглавлял советские и российские делегации на международных и общероссийских форумах. Был сопредседателем Международной ассоциации «За диалог и сотрудничество в Азиатско-Тихоокеанском регионе», заместителем председателя межпарламентской группы Российской Федерации.

### Депутат Государственной Думы
12 декабря 1993 года был избран депутатом Государственной думы первого созыва по Северо-Осетинскому избирательному округу № 22. В январе 1994 года — декабре 1995 года был членом Комитета по международным делам, председателем подкомитета по проблемам ООН и других международных организаций, а также по межпарламентскому сотрудничеству. В начале 1994 года Дзасохов стал во главе группы депутатов от автономий численностью 22 парламентария. Однако группа не прошла регистрацию, не преодолев барьер численности (35 депутатов), поэтому вошла в состав депутатской группы «Новая региональная политика».
В декабре 1995 года избран депутатом Государственной думы второго созыва по Северо-Осетинскому избирательному округу № 21. С января 1996 года по февраль 1998 года — член Комитета по международным делам. Был заместителем председателя Межпарламентской группы Российской Федерации. В январе 1996 года входил в депутатскую группу «Российские регионы» (до её регистрации), но 16 января 1996 года перешёл в группу «Народовластие».
28 декабря 1996 года утверждён членом Межведомственной комиссии Российской Федерации по делам Совета Европы. С апреля 1997 года — руководитель делегации Федерального собрания Российской Федерации в Парламентской ассамблее Совета Европы.

### Президент Республики Северная Осетия
18 января 1998 года избран президентом Республики Северная Осетия, выиграв с огромным преимуществом выборы у тогдашнего главы республики Ахсарбека Галазова (77 % голосов против 10 %).
С 17 сентября 2001 по 13 марта 2002 — член президиума Государственного совета Российской Федерации.

### Член Совета Федерации
В 2005—2010 годах — член Совета Федерации Федерального Собрания Российской Федерации — представитель от органов исполнительной власти Республики Северная Осетия — Алания. Председатель Комиссии Совета Федерации по культуре, член Комитета Совета Федерации по международным делам.

## Награды

### Российские

#### Государственные
Полный кавалер ордена «За заслуги перед Отечеством»:
- - Орден «За заслуги перед Отечеством» I степени (2024)[3]
  - Орден «За заслуги перед Отечеством» II степени (30 марта 2004) — за большой вклад в социально-экономическое развитие республики, строительство федеративных отношений и укрепление межнационального согласия[4].
  - Орден «За заслуги перед Отечеством» III степени (17 марта 2001) — за большой вклад в укрепление российской государственности, дружбы и сотрудничества между народами[5].
  - Орден «За заслуги перед Отечеством» IV степени (23 апреля 2009) — за заслуги в законотворческой деятельности и многолетнюю плодотворную работу [6].
- Орден Александра Невского (27 февраля 2019) — за большой вклад в реализацию внешнеполитического курса Российской Федерации и многолетнюю добросовестную государственную службу[7].
- Орден Почёта (2 мая 2014) — за реализацию внешнеполитического курса Российской Федерации, заслуги в гуманитарной сфере[8].
- Почётная грамота Президента Российской Федерации (9 ноября 2010) — за многолетнюю плодотворную государственную деятельность[9].
- Благодарность Президента Российской Федерации (2 апреля 1997) — за активное творческое участие в информационном обеспечении российско-американской встречи в верхах в Хельсинки в марте 1997 г.[10].
- Орден Октябрьской революции (1981)[11][12].
- Орден Трудового Красного Знамени (1971)[11][12].
- Орден Дружбы народов (1984)[11][12].
- Медаль «В ознаменование 100-летия со дня рождения Владимира Ильича Ленина» (1969).

#### Правительственные
- Почётная грамота правительства Российской Федерации (1 апреля 2004) — за заслуги перед государством, многолетний плодотворный труд и в связи с 70-летием со дня рождения[13].

#### Региональные
- Орден «Слава Осетии» (2 апреля 2014) — за большой личный вклад в социально-экономическое и общественно-политическое развитие Республики Северная Осетия-Алания[14].
- Орден «За заслуги перед Республикой Дагестан» (2017) — за большой вклад в укрепление дружбы и сотрудничества между народами, активную общественную деятельность.[15]
- Орден «За заслуги перед Кабардино-Балкарской Республикой» (3 апреля 2024) — за большой вклад в укрепление дружбы и сотрудничества между народами[16]

### Иностранные
- Орден Заслуг (Сирия, 1988) — за заслуги перед Сирией.
- Орден «Солнце Свободы» (Афганистан).
- Награды Вьетнама и ряда других зарубежных государств[17].
- Орден «Дружба» (Азербайджан, 3 апреля 2014) — за заслуги в развитии дружественных связей между народами Азербайджанской Республики и Российской Федерации[18].
- Орден Компаньонов О. Р. Тамбо в серебре (Южно-Африканская Республика, 2018) — за вклад в борьбу за освобождение народа Южной Африки и Южно-Африканского региона[19][20].

#### Частично признанных государств
- Орден Почёта (Республика Южная Осетия, 2004)
- Орден Дружбы (Республика Южная Осетия, 2014) — за большой личный вклад в развитие отношений дружбы и сотрудничества между народами Республики Южная Осетия и Российской Федерации, многолетнюю плодотворную государственную службу и в связи с 80-летием со дня рождения[21].

### Конфессиональные
- Орден святого благоверного князя Даниила Московского I степени (Русская православная церковь, 2000) — за укрепление мира на Северном Кавказе, внимание к нуждам православия на Северном Кавказе[17][22].
- Орден славы и чести (Русская православная церковь, 2019).

### Общественные
- Премия «Золотая маска» в категории «За поддержку театрального искусства России» (2002)[23].

Более 20 отечественных и зарубежных медалей.

## Прочее
Владеет несколькими иностранными языками. Специалист в области процессов становления молодых независимых государств. В 1973 году защитил кандидатскую диссертацию по историческим наукам «Движение солидарности народов Азии и Африки — важный общественно-политический фактор антиимпериалистической борьбы» (в заочной аспирантуре АОН при ЦК КПСС). Доктор политических наук (1996, диссертация «Деколонизация и мировой общественный прогресс, вторая половина XX века»).
Действительный член Российской академии естественных наук (РАЕН), отделение «Евразия». Почётный член Российской академии художеств. Член Российской Академии творчества.
Заместитель председателя Комиссии Российской Федерации по делам ЮНЕСКО, член Попечительского совета, вице-президент Российского совета по международным делам.

## Семья
Женат, имеет двоих сыновей.

## Книги
1. «Единство и взаимодействие антиимпериалистических национально-освободительных сил», Москва, Наука (издательство), 1986
2. «Становление и эволюция постколониального мира», Москва, Международные отношения, 1997 — ISBN 5-7133-0928-2
3. «Формула политического долголетия», Москва, Совершенно секретно, 2004 — ISBN 5-89048-130-4
4. «Большое противостояние», Москва, Олма-Пресс, Олма медиа групп, 2004 — ISBN 5-224-04643-2
5. «Человек и политика», Москва, Российская газета, 2009 — ISBN 978-5-94829-029-4
6. «Публицистика», Москва, Аспект пресс, 2014 — ISBN 978-5-7567-0743-4
7. «Азия. Африка. Вехи солидарности», Москва, МГИМО, 2018 — ISBN 978-5-9228-1764-6
8. «Как много событий вмещает жизнь». — Центрполиграф, 2019. — 322 с. — ISBN 978-5-227-07902-2
9. «Эхо великой эпохи». — М.: Аспект-Пресс, 2021. — 447с. — ISBN 978-5-7567-1156-1

## О книгах А. С. Дзасохова
Виталий Третьяков, журналист и общественно-политический деятель, из предисловия к книге А. С. Дзасохова «Публицистика»:
Публицистика как политика
…Время, как горная река, неумолимо мчится вперед и всегда опережает нас. Но Александр Сергеевич Дзасохов относится к тому кругу политических деятелей, к которым определение «бывший» — не применимо. Даже если карьерные вершины уже позади. Да, чаще всего фигура такого масштаба превращается в заслуженного ветерана. Но представить ветераном Дзасохова сложно, он из когорты государственников, для которых немыслимо почивать в дачно-затворнической тиши. Особенно сейчас, когда бурлит мир, на современной основе выстраивает себя страна, обретает новую конфигурацию Большой Кавказ, а небезразличный ему арабский мир и Ближний Восток сотрясаются политическими кризисами и вооруженными конфликтами…
…Публицистический стиль Александра Дзасохова — максимальная точность анализа в сочетании с корректностью формулировок и философским спокойствием не отрешённого, но много повидавшего на своём веку, а потому уравновешенного политика и человека. В общем-то, оптимиста. На мой взгляд, временами даже слишком оптимиста. Возможно, в этом сказывается природная позитивная основа его характера. А может, накопленная годами мудрость бывалого политика…
Алексей Васильев, академик РАН, из предисловия к книге А. С. Дзасохова «Азия. Африка. Вехи солидарности»:
Это было интересное время
Уверен, что предлагаемая книга будет с интересом воспринята всеми, кто интересуется вопросами национально-освободительного движения и международной солидарности. Автор, Александр Сергеевич Дзасохов, широко известный политик, который многие годы прошлого столетия фактически возглавлял Советский комитет солидарности стран Азии и Африки. Это была великая эпоха крушения колониальных империй, освобождения от оков рабства сотен миллионов людей в Азии, Африке и Латинской Америке…
…В ту эпоху Советский комитет солидарности сыграл роль действенного и тонкого инструмента, с одной стороны, на службе интересов своей страны, с другой — в деле поддержки идей и методов национального освобождения…
…Нужно было найти правильный баланс между практикой и идеологией, между реалиями и иллюзиями, между готовностью пойти на жертвы и одновременно найти компромисс. Именно в этом умении проявлялся талант уникального руководителя, мыслителя и дипломата, которым был Дзасохов. Сейчас он создал книгу, в которой не только отразилось его глубокое убеждение в глобальной правоте проводимого им на практике политического курса, но одновременно закулисная сторона отношений, многочисленные подводные камни или кем-то расставленные мины на пути к успеху…
…Я всегда поражался его умению вести беседы и силе аргументов. В наши дни стали банальностью факты экстремистских загибов псевдомарксистов из Южного Йемена и Эфиопии, но я вспоминаю, насколько деликатно и осторожно в своих беседах Дзасохов внушал им мысли о необходимости учитывать реальные социальные условия, не спешить с национализацией всего и вся, не создавать колхозов и кооперативов там, где для них нет условий, не выдвигать крайних лозунгов, которые оттолкнут религиозно настроенных людей, и многое другое. Добавим к этому «воспитательные» беседы Александра Сергеевича о контр-продуктивности терроризма.
Еще одна любопытнейшая черта Александра Сергеевича — его способность усваивать и использовать иностранные языки, хотя он и не был специалистом в этой области. Могу засвидетельствовать, что он мог вести беседы на испанском с очень сложными собеседниками из латиноамериканских стран, дискуссии на французском языке с одним из руководителей Алжира, который был настроен отнюдь не дружески по отношению к России.
Лично для меня беседы с ним, будь то в самолётах во время дальних перелетов, будь то на берегу Индийского океана или на Ближнем Востоке, будь то просто в дружеской обстановке, всегда были уроками жизни, политики и принципиальности…